# Pridinol
Pridinol ist ein zentral wirksames Muskelrelaxans mit anticholinergem Wirkmechanismus. Die muskelrelaxierende Wirkung von Pridinol soll über die Hemmung polysynaptischer Reflexe erfolgen. Der genaue Wirkmechanismus ist noch ungeklärt.
Arzneilich eingesetzt wird der Wirkstoff als Pridinolmesilat, also Salz der Methansulfonsäure, und steht in Tablettenform und als Injektionslösung zur Verfügung.

## Anwendungsgebiete
Der Arzneistoff ist zugelassen zur Behandlung von Muskelspasmen, Lumbalgie, Torticollis (Schiefhals) und allgemeinen Muskelschmerzen bei Erwachsenen.

## Nebenwirkungen
Gelegentlich (≥1/1000, <1/100) können u. a. Nebenwirkungen wie Unruhe, Schwindel, Übelkeit, Bauchschmerzen, Mundtrockenheit, Müdigkeit auftreten.
Seltene (≥ 1/10.000, < 1/1.000) Nebenwirkungen sind u. a. Überempfindlichkeitsreaktionen, Störungen der Aufmerksamkeit, Koordination oder des Geschmacks und Sehstörungen.

## Wechselwirkungen
Pridinol verstärkt die Wirkung von Anticholinergika wie z. B. Atropin.

## Pharmakodynamik
Die pharmakologische Wirkung wird über einen atropinähnlichen Mechanismus vermittelt, der an der glatten Muskulatur der Organe als auch der quergestreiften Skelettmuskulatur angreift. Dadurch können zentral als auch peripher verursachte Verspannungszustände der Skelettmuskulatur behandelt werden. Zentrale Verspannungszustände (Spastizität) werden stets durch Schädigungen im Zentralen Nervensystem (ZNS) verursacht, während periphere Verspannungen ihre Ursache außerhalb des ZNS haben und z. B. durch Bewegungsmangel oder Fehlhaltung ausgelöst werden.

## Pharmakokinetik
Etwa 1 Stunde nach Einnahme wird die maximale Blutkonzentration erreicht. Innerhalb von 24 Stunden wird der Arzneistoff überwiegend ausgeschieden, teils in unveränderter Form, teils als Glucuronat und als Sulfokonjugat über die Nieren.

## Handelsnamen
Myditin (D), Myopridin (D), Lyseen (I)
Pridinol-Tabletten waren in Deutschland 1998 bis 2016 als Myoson direkt auf dem Markt. Es erfolgten neue Zulassungen im Dezember 2017 (Myopridin) und Dezember 2018 (Myditin).